# VolleyLigaen 2013-2014 (maschile)
La VolleyLigaen danese di pallavolo maschile 2013-2014 si è svolta dal 19 ottobre 2013 al 1º maggio 2014: al torneo hanno partecipato otto squadre di club danesi e la vittoria finale è andata per l'ottava volta, la seconda consecutiva, al Boldklubben Marienlyst.

## Regolamento
Le squadre hanno disputato un girone all'italiana, con gare di andata e ritorno: al termine della regular season:
- Le prime sei classificate hanno acceduto ai play-off scudetto strutturati in quarti di finale (a cui non hanno partecipato le prime due classificate), giocati al meglio di due vittorie su tre gare, semifinali, giocate al meglio di tre vittorie su cinque gare, finale terzo posto, giocata al meglio di due vittorie su tre gare, e finale, giocata al meglio di tre vittorie su cinque gare.
- Le due sconfitte ai quarti di finale dei play-off scudetto e le ultime due classificate hanno acceduto ai play-off per il quinto posto strutturati in una fase a girone, con gare di andata e ritorno: l'ultima classificata è stata retrocessa in 1. Division.
- La penultima classificata dei play-off per il quinto posto e la sconfitta dei play-off promozione della 1. Division hanno acceduto ai play-out struttarati in una finale, giocata con gare di andata e ritorno (nel caso di una vittoria a testa si è tenuto conto del quoziente set, analogamente nel caso dello stesso quoziente set si è tenuto conto del quoziente punti): se la squadra vincitrice è risultata essere quella militante in VolleyLigaen questa è restata nella massima categoria, se invece la squadra vincitrice è risultata essere quella militante in 1. Division questa è stata promossa in VolleyLigaen e quella militante in VolleyLigaen è stata retrocessa in 1. Division.

## Squadre partecipanti
- Aalborg
- Bedsted KFUM
- Gentofte
- Holte IF
- Hvidovre
- Middelfart
- Marienlyst
- Randers Volley

## Torneo

### Regular season

#### Risultati
| Girone di andata |                     |     |                                   |
|                  |                     |     |                                   |
| 19-10            | Randers-Odense      | 1-3 | 18-25, 18-25, 25-23, 23-25        |
| 20-10            | Bedsted-Middelfart  | 1-3 | 20-25, 25-22, 15-25, 16-25        |
| 20-01            | Holte-Gentofte      | 0-3 | 14-25, 19-25, 20-25               |
| 26-10            | Gentofte-Bedsted    | 3-0 | 25-11, 25-22, 25-13               |
| 27-10            | Hvidovre-Randers    | 0-3 | 19-25, 16-25, 18-25               |
| 02-12            | Middelfart-Aalborg  | 3-0 | 25-13, 25-16, 25-17               |
| 29-10            | Odense-Holte        | 3-0 | 25-15, 25-21, 25-18               |
| 05-11            | Gentofte-Randers    | 3-2 | 18-25, 26-24, 25-22, 19-25, 15-9  |
| 07-11            | Odense-Aalborg      | 3-0 | 25-10, 25-23, 25-17               |
| 09-11            | Bedsted-Hvidovre    | 0-3 | 22-25, 15-25, 15-25               |
| 10-11            | Aalborg-Hvidovre    | 0-3 | 18-25, 13-25, 14-25               |
| 16-11            | Aalborg-Gentofte    | 0-3 | 12-25, 14-25, 16-25               |
| 17-11            | Bedsted-Odense      | 0-3 | 18-25, 16-25, 23-25               |
| 21-01            | Holte-Hvidovre      | 3-1 | 12-25, 25-23, 25-14, 25-15        |
| 23-11            | Gentofte-Middelfart | 3-2 | 25-21, 19-25, 20-25, 25-18, 15-13 |
| 23-11            | Aalborg-Randers     | 0-3 | 20-25, 20-25, 18-25               |
| 24-11            | Holte-Bedsted       | 3-0 | 25-17, 27-25, 25-19               |
| 24-11            | Hvidovre-Odense     | 0-3 | 21-25, 20-25, 26-28               |
| 30-11            | Holte-Aalborg       | 3-1 | 22-25, 25-21, 25-20, 25-10        |
| 30-11            | Middelfart-Hvidovre | 3-1 | 23-25, 25-20, 25-11, 25-18        |
| 12-01            | Randers-Bedsted     | 3-0 | 25-16, 25-21, 25-9                |
| 03-12            | Odense-Gentofte     | 3-1 | 25-21, 27-25, 19-25, 25-23        |
| 03-12            | Middelfart-Holte    | 3-0 | 25-16, 25-18, 25-18               |
| 14-12            | Bedsted-Aalborg     | 3-1 | 25-21, 25-27, 25-21, 25-18        |
| 14-12            | Hvidovre-Gentofte   | 1-3 | 25-23, 14-25, 15-25, 13-25        |
| 15-12            | Randers-Holte       | 3-2 | 25-23, 23-25, 29-27, 25-27, 15-13 |
| 17-12            | Holte-Odense        | 2-3 | 25-21, 19-25, 27-25, 22-25, 11-15 |
| 19-12            | Aalborg-Middelfart  | 0-3 | 21-25, 15-25, 19-25               |

| Girone di ritorno |                     |     |                                  |
|                   |                     |     |                                  |
| 20-12             | Randers-Hvidovre    | 3-2 | 25-20, 25-22, 19-25, 20-25, 15-7 |
| 21-12             | Bedsted-Gentofte    | 0-3 | 18-25, 19-25, 21-25              |
| 09-01             | Bedsted-Randers     | 0-3 | 21-25, 16-25, 19-25              |
| 10-01             | Odense-Middelfart   | 3-1 | 25-19, 26-28, 25-19, 25-19       |
| 12-01             | Hvidovre-Middelfart | 1-3 | 17-25, 22-25, 25-18, 18-25       |
| 12-01             | Aalborg-Holte       | 0-3 | 25-27, 27-29, 18-25              |
| 14-01             | Gentofte-Odense     | 0-3 | 20-25, 23-25, 25-27              |
| 17-01             | Randers-Aalborg     | 3-0 | 25-20, 25-11, 25-13              |
| 21-01             | Hvidovre-Holte      | 0-3 | 19-25, 15-25, 23-25              |
| 21-01             | Randers-Middelfart  | 0-3 | 20-25, 17-25, 29-31              |
| 23-01             | Middelfart-Bedsted  | 3-0 | 25-18, 25-18, 25-15              |
| 26-01             | Hvidovre-Bedsted    | 3-0 | 25-19, 25-16, 25-12              |
| 26-01             | Aalborg-Odense      | 0-3 | 23-25, 17-25, 17-25              |
| 26-01             | Holte-Middelfart    | 0-3 | 19-25, 19-25, 21-25              |
| 26-01             | Randers-Gentofte    | 1-3 | 21-25, 16-25, 25-22, 23-25       |
| 28-01             | Odense-Randers      | 3-2 | 25-19, 25-22, 20-25, 23-25, 15-8 |
| 01-02             | Gentofte-Aalborg    | 3-0 | 25-13, 25-8, 25-19               |
| 02-02             | Holte-Randers       | 2-3 | 25-23, 22-25, 22-25, 25-23, 8-15 |
| 02-02             | Hvidovre-Aalborg    | 3-0 | 25-16, 25-12, 25-20              |
| 04-02             | Middelfart-Randers  | 3-0 | 25-22, 25-16, 27-25              |
| 04-02             | Odense-Bedsted      | 3-0 | 25-18, 25-10, 25-14              |
| 04-02             | Gentofte-Holte      | 3-0 | 25-17, 25-23, 25-18              |
| 08-02             | Gentofte-Hvidovre   | 3-1 | 25-27, 25-16, 25-16, 25-20       |
| 08-02             | Aalborg-Bedsted     | 3-1 | 18-25, 25-21, 25-23, 25-22       |
| 11-02             | Middelfart-Odense   | 0-3 | 17-25, 20-25, 23-25              |
| 15-02             | Middelfart-Gentofte | 3-0 | 25-17, 25-20, 25-21              |
| 15-02             | Odense-Hvidovre     | 3-0 | 25-23, 25-15, 25-16              |
| 16-02             | Bedsted-Holte       | 1-3 | 15-25, 18-25, 25-23, 22-25       |

#### Classifica
| Pos. | Squadra        | Pt | G  | V  | P  | SV | SP | Ratio | PF   | PS   | Ratio |
| ---- | -------------- | -- | -- | -- | -- | -- | -- | ----- | ---- | ---- | ----- |
| 1.   | Marienlyst     | 40 | 14 | 14 | 0  | 42 | 7  | 6.000 | 1194 | 975  | 1.224 |
| 2.   | Middelfart     | 34 | 14 | 11 | 3  | 36 | 12 | 3.000 | 1143 | 962  | 1.188 |
| 3.   | Gentofte       | 31 | 14 | 11 | 3  | 34 | 16 | 2.125 | 1172 | 983  | 1.192 |
| 4.   | Randers Volley | 23 | 14 | 8  | 6  | 30 | 24 | 1.250 | 1209 | 1137 | 1.063 |
| 5.   | Holte IF       | 21 | 14 | 6  | 8  | 24 | 27 | 0.888 | 1112 | 1135 | 0.979 |
| 6.   | Hvidovre       | 13 | 14 | 4  | 10 | 19 | 30 | 0.633 | 1009 | 1075 | 0.938 |
| 7.   | Bedsted KFUM   | 3  | 14 | 1  | 13 | 6  | 40 | 0.150 | 863  | 1127 | 0.765 |
| 8.   | Aalborg        | 3  | 14 | 1  | 13 | 5  | 40 | 0.125 | 811  | 1119 | 0.724 |

| Qualificata ai play-off scudetto | Qualificata ai play-off 5º posto |

### Play-off scudetto

#### Tabellone
|  | Quarti di finale | Quarti di finale | Quarti di finale | Quarti di finale | Quarti di finale |   |   | Semifinali | Semifinali | Semifinali | Semifinali | Semifinali | Semifinali | Semifinali |  |  | Finale | Finale     | Finale | Finale | Finale | Finale | Finale |
|  |                  |                  |                  |                  |                  |   |   |            |            |            |            |            |            |            |  |  |        |            |        |        |        |        |        |
|  | 1                |                  |                  |                  |                  |   |   |            |            |            |            |            |            |            |  |  |        |            |        |        |        |        |        |
|  | 8                |                  |                  |                  |                  |   |   |            |            |            |            |            |            |            |  |  |        |            |        |        |        |        |        |
|  |                  |                  | Marienlyst       | 3                | 3                | 3 |   |            |            |            |            |            |            |            |  |  |        |            |        |        |        |        |        |
|  |                  |                  |                  |                  |                  | 3 |   |            |            |            |            |            |            |            |  |  |        |            |        |        |        |        |        |
|  |                  |                  | Holte IF         | 0                | 0                | 0 |   |            |            |            |            |            |            |            |  |  |        |            |        |        |        |        |        |
|  | 4                | Randers Volley   | Holte IF         | 0                | 0                | 0 | 1 | 3          | 1          |            |            |            |            |            |  |  |        |            |        |        |        |        |        |
|  | 4                | Randers Volley   |                  |                  |                  |   | 1 | 3          | 1          |            |            |            |            |            |  |  |        |            |        |        |        |        |        |
|  | 5                | Holte IF         | 3                | 2                | 3                |   |   |            |            |            |            |            |            |            |  |  |        |            |        |        |        |        |        |
|  |                  |                  |                  |                  |                  |   |   |            |            |            |            |            |            |            |  |  |        | Marienlyst | 3      | 2      | 1      | 3      | 3      |
|  |                  |                  |                  | Gentofte         | 1                | 3 | 3 | 2          | 2          |            |            |            |            |            |  |  |        |            |        |        |        |        |        |
|  | 3                | Hvidovre         | 3                | 0                | 1                |   |   |            |            |            |            |            |            |            |  |  |        |            |        |        |        |        |        |
|  | 6                | Gentofte         | 1                | 3                | 3                |   |   |            |            |            |            |            |            |            |  |  |        |            |        |        |        |        |        |
|  | 6                | Gentofte         | 1                | 3                | 3                |   |   | Middelfart | 3          | 2          | 2          | 0          |            |            |  |  |        |            |        |        |        |        |        |
|  |                  |                  |                  |                  |                  |   |   | Middelfart | 3          | 2          | 2          | 0          |            |            |  |  |        |            |        |        |        |        |        |
|  |                  |                  | Gentofte         | 1                | 3                | 3 | 3 |            |            |            |            |            |            |            |  |  |        |            |        |        |        |        |        |
|  | 2                |                  | Gentofte         | 1                | 3                | 3 | 3 |            |            |            |            |            |            |            |  |  |        |            |        |        |        |        |        |
|  |                  |                  |                  |                  |                  |   |   |            |            |            |            |            |            |            |  |  |        |            |        |        |        |        |        |
|  | 7                |                  |                  |                  |                  |   |   |            |            |            |            |            |            |            |  |  |        |            |        |        |        |        |        |

#### Risultati
| Quarti di finale |                   |     |                            |
|                  |                   |     |                            |
| 22-02            | Randers-Holte     | 1-3 | 13-25, 25-20, 25-27, 22-25 |
| 23-02            | Hvidovre-Gentofte | 3-1 | 25-23, 23-25, 25-22, 25-17 |

| 25-02 | Holte-Randers     | 2-3 | 15-25, 25-16, 25-19, 19-25, 11-15 |
| 27-02 | Gentofte-Hvidovre | 3-0 | 25-22, 25-12, 25-18               |

| 02-03 | Randers-Holte     | 1-3 | 24-26, 18-25, 25-14, 22-25 |
| 01-03 | Gentofte-Hvidovre | 3-1 | 25-22, 25-17, 23-25, 25-16 |

| Semifinali |                     |     |                            |
|            |                     |     |                            |
| 08-03      | Odense-Holte        | 3-0 | 25-19, 25-22, 25-18        |
| 08-03      | Middelfart-Gentofte | 3-1 | 23-25, 25-23, 25-16, 25-23 |

| 13-03 | Holte-Odense        | 0-3 | 19-25, 11-25, 17-25               |
| 13-03 | Gentofte-Middelfart | 3-2 | 15-25, 22-25, 25-23, 26-24, 16-14 |

| 15-03 | Odense-Holte        | 3-0 | 22-25, 25-15, 25-18               |
| 16-03 | Middelfart-Gentofte | 2-3 | 25-16, 23-25, 26-24, 21-25, 16-18 |

| 18-03 | Gentofte-Middelfart | 3-0 | 25-16, 25-23, 25-21 |

| Finale 3º posto |                  |     |                     |
|                 |                  |     |                     |
| 27-03           | Holte-Middelfart | 0-3 | 22-25, 22-25, 24-26 |
| 03-04           | Middelfart-Holte | 3-0 | 25-22, 25-20, 25-12 |

| Finale |                 |     |                                   |
|        |                 |     |                                   |
| 26-03  | Odense-Gentofte | 3-1 | 13-25, 25-20, 25-27, 22-25        |
| 02-04  | Gentofte-Odense | 3-2 | 16-25, 18-25, 25-20, 35-22, 15-11 |
| 06-04  | Odense-Gentofte | 1-3 | 15-25, 28-26, 22-25, 20-25        |
| 09-04  | Gentofte-Odense | 2-3 | 18-25, 26-24, 21-25, 25-21, 7-15  |
| 15-04  | Odense-Gentofte | 3-2 | 24-26, 22-25, 25-20, 25-14, 16-14 |

### Play-off 5º posto

#### Risultati
| Prima giornata |                  |     |                                   |
|                |                  |     |                                   |
| 18-02          | Aalborg-Bedsted  | 3-0 | 25-17, 26-24, 25-23               |
| 15-03          | Randers-Hvidovre | 3-2 | 25-14, 17-25, 23-25, 25-22, 15-11 |

| Seconda giornata |                  |     |                     |
|                  |                  |     |                     |
| 09-03            | Hvidovre-Aalborg | 3-0 | 25-17, 25-18, 25-22 |
| 09-03            | Randers-Bedsted  | 3-0 | 25-17, 25-14, 25-22 |

| Terza giornata |                  |     |                           |
|                |                  |     |                           |
| 23-03          | Hvidovre-Bedsted | 3-1 | 25-9, 19-25, 25-15, 25-22 |
| 23-03          | Aalborg-Randers  | 3-0 | 25-21, 25-20, 26-24       |

| Quarta giornata |                  |     |                                   |
|                 |                  |     |                                   |
| 30-03           | Bedsted-Aalborg  | 2-3 | 25-17, 25-21, 15-25, 16-25, 12-15 |
| 13-04           | Hvidovre-Randers | 1-3 | 25-23, 20-25, 16-25, 20-25        |

| Quinta giornata |                  |     |                            |
|                 |                  |     |                            |
| 06-04           | Aalborg-Hvidovre | 1-3 | 25-23, 18-25, 21-25, 20-25 |
| 27-03           | Bedsted-Randers  | 0-3 | 22-25, 10-25, 23-25        |

| Sesta giornata |                  |     |                     |
|                |                  |     |                     |
| 05-04          | Bedsted-Hvidovre | 0-3 | 18-25, 12-25, 22-25 |
| 10-04          | Randers-Aalborg  | 3-0 | 25-20, 25-18, 25-18 |

#### Classifica
| Pos. | Squadra        | Pt | G | V | P | SV | SP | Ratio | PF  | PS  | Ratio |
| ---- | -------------- | -- | - | - | - | -- | -- | ----- | --- | --- | ----- |
| 1.   | Randers Volley | 16 | 6 | 5 | 1 | 15 | 6  | 2.500 | 493 | 418 | 1.179 |
| 2.   | Hvidovre       | 14 | 6 | 4 | 2 | 15 | 8  | 1.875 | 520 | 467 | 1.113 |
| 3.   | Aalborg        | 8  | 6 | 3 | 3 | 10 | 11 | 0.909 | 452 | 470 | 0.961 |
| 4.   | Bedsted KFUM   | 2  | 6 | 0 | 6 | 3  | 18 | 0.166 | 388 | 498 | 0.779 |

| Qualificata ai play-out | Retrocessa in 1. Division |

### Play-out
| Finale |                   |     |                            |
|        |                   |     |                            |
| 29-04  | D. Odense-Aalborg | 3-1 | 25-21, 25-22, 22-25, 25-19 |
| 01-05  | Aalborg-D. Odense | 3-1 | 25-20, 19-25, 27-25, 26-24 |

## Classifica finale
| Pos | Squadra        | Qualificazione      |
| --- | -------------- | ------------------- |
|     | Marienlyst     |                     |
| 2   | Gentofte       |                     |
| 3   | Middelfart     |                     |
| 4   | Holte IF       |                     |
| 5   | Randers Volley |                     |
| 6   | Hvidovre       |                     |
| 7   | Aalborg        | 1. Division 2014-15 |
| 8   | Bedsted KFUM   | 1. Division 2014-15 |

## Statistiche
| Rendimento individuale | Rendimento individuale | Rendimento individuale | Rendimento individuale |
| Pos.                   | Nome                   | Punti                  | Squadra                |
| ---------------------- | ---------------------- | ---------------------- | ---------------------- |
| 1                      | Martin Bülow           | 378                    | Gentofte               |
| 2                      | Joshua Walker          | 362                    | Marienlyst             |
| 3                      | Vitali Cinne           | 341                    | Hvidovre               |
| 4                      | Jaroslav Bogdanović    | 297                    | Middelfart             |
| 5                      | Alexander Bell         | 288                    | Holte IF               |
| 6                      | Sigurd Varming         | 284                    | Marienlyst             |
| 7                      | Morten Riisgaard       | 275                    | Gentofte               |
| 8                      | Joakim Larsen          | 269                    | Gentofte               |
| 9                      | Carl Blomgren          | 234                    | Gentofte               |
| 10                     | Jevgen Tyurev          | 232                    | Randers Volley         |

| Attacchi vincenti | Attacchi vincenti   | Attacchi vincenti | Attacchi vincenti |
| Pos.              | Nome                | Punti             | Squadra           |
| ----------------- | ------------------- | ----------------- | ----------------- |
| 1                 | Vitali Cinne        | 296               | Hvidovre          |
| 2                 | Martin Bülow        | 288               | Gentofte          |
| 3                 | Joshua Walker       | 284               | Marienlyst        |
| 4                 | Jaroslav Bogdanović | 261               | Middelfart        |
| 5                 | Alexander Bell      | 252               | Holte IF          |
| 6                 | Joakim Larsen       | 236               | Gentofte          |
| 7                 | Sigurd Varming      | 235               | Marienlyst        |
| 8                 | Carl Blomgren       | 199               | Gentofte          |
| 9                 | Morten Riisgaard    | 197               | Gentofte          |
| 10                | Jevgen Tyurev       | 193               | Randers Volley    |

| Muri vincenti | Muri vincenti          | Muri vincenti | Muri vincenti  |
| Pos.          | Nome                   | Punti         | Squadra        |
| ------------- | ---------------------- | ------------- | -------------- |
| 1             | Hafsteinn Valdimarsson | 61            | Marienlyst     |
| 2             | Leonardo Pierobon      | 60            | Holte IF       |
| 2             | Rune Huss              | 60            | Marienlyst     |
| 4             | Martin Bülow           | 57            | Gentofte       |
| 5             | Jonas Pedersen         | 51            | Randers Volley |
| 6             | Morten Riisgaard       | 49            | Gentofte       |
| 7             | Nicolai Houmann        | 43            | Hvidovre       |
| 8             | Sigurd Varming         | 35            | Marienlyst     |
| 8             | Mikkel Andersen        | 35            | Gentofte       |
| 10            | Kristján Valdimarsson  | 33            | Middelfart     |

| Battute vincenti | Battute vincenti   | Battute vincenti | Battute vincenti |
| Pos.             | Nome               | Punti            | Squadra          |
| ---------------- | ------------------ | ---------------- | ---------------- |
| 1                | Joshua Walker      | 49               | Marienlyst       |
| 2                | Jeff Zornig        | 37               | Middelfart       |
| 3                | Rasmus Nielsen     | 33               | Middelfart       |
| 3                | Martin Bülow       | 33               | Gentofte         |
| 5                | Mikkel Andersen    | 31               | Gentofte         |
| 6                | Morten Riisgaard   | 29               | Gentofte         |
| 7                | Jonas Pedersen     | 27               | Randers Volley   |
| 8                | Vitali Cinne       | 22               | Hvidovre         |
| 9                | Peter Jensen       | 19               | Marienlyst       |
| 9                | Jonathan Jørgensen | 19               | Holte IF         |

NB: I dati sono riferiti all'intero torneo.